# Kommando- und Messkomplex
Der Kommando- und Messkomplex (russisch Отдельный командно-измерительный комплекс, kurz КИК) ist ein Netz von Einrichtungen, das ab 1957 im Auftrag des Verteidigungsministeriums der Sowjetunion errichtet wurde, um die notwendige Infrastruktur für die Bodenunterstützung des Sputnik-Programms zur Verfügung zu stellen. Es wurde seit 1957 von Generalmajor Andrei Witruk geleitet und bestand neben dem Kontrollzentrum in Bolschewo („НИИ-4“ bzw. „NII-4“) aus anfangs 13 stationären Messstationen in der gesamten Sowjetunion, sogenannten wissenschaftlichen Messpunkten (russ. наземные измерительные пункты, kurz НИП bzw. NIP). Des Weiteren gab es acht mit Messinstrumenten ausgestattete Schiffe.

## Tobol
The Space Review berichtete im Jahr 2020, dass einige der zwischenzeitlich ungenutzten Einrichtungen im Rahmen des Projekts Tobol reaktiviert würden. Dieses habe zum Ziel, russische Satelliten vor elektronischen Attacken zu schützen. Einige der NIP würden dazu mit zusätzlichen Einrichtungen nachgerüstet.